# 신당 대지
신당 대지(일본어: 新党大地 신토 다이치[*])는 일본 홋카이도의 지역 정당이다.
비리 스캔들로 인해 2002년 3월 자유민주당을 탈퇴한 스즈키 무네오(鈴木宗男)가 2005년 8월 "신당 대지" 결성을 발표하고 제44회 일본 중의원 의원 총선거에서 홋카이도 지역구 비례대표로 당선되었다. 2011년에는 민주당 출신의 의원 수 명과 함께 신당 대지 진민주(新党大地・真民主)를 결성하였으나 제46회 일본 중의원 의원 총선거에서 1석만 지키며 국정정당 요건을 상실하였다.
이후 스즈키 무네오는 2019년 일본유신회에 입당하고 제25회 일본 참의원 의원 통상선거에서 당선되었으나, 2023년 러시아 방문 논란으로 일본유신회에서 탈퇴하였다.